# Thomas Garrett
Thomas Garrett (21 de agosto de 1789 – 25 de janeiro de 1871) foi um abolicionista americano e auxiliou no movimento da Ferrovia Subterrânea antes da Guerra Civil Americana. Ele ajudou mais de 2 500 afro-americanos a escapar da escravidão.
Por seus esforços, foi ameaçado, assediado e agredido. Foi estabelecida uma recompensa de US$ 10 000 por sua captura. Ele foi preso e condenado por ajudar Emeline e Samuel Hawkins a escaparem da escravidão.

## Vida pessoal

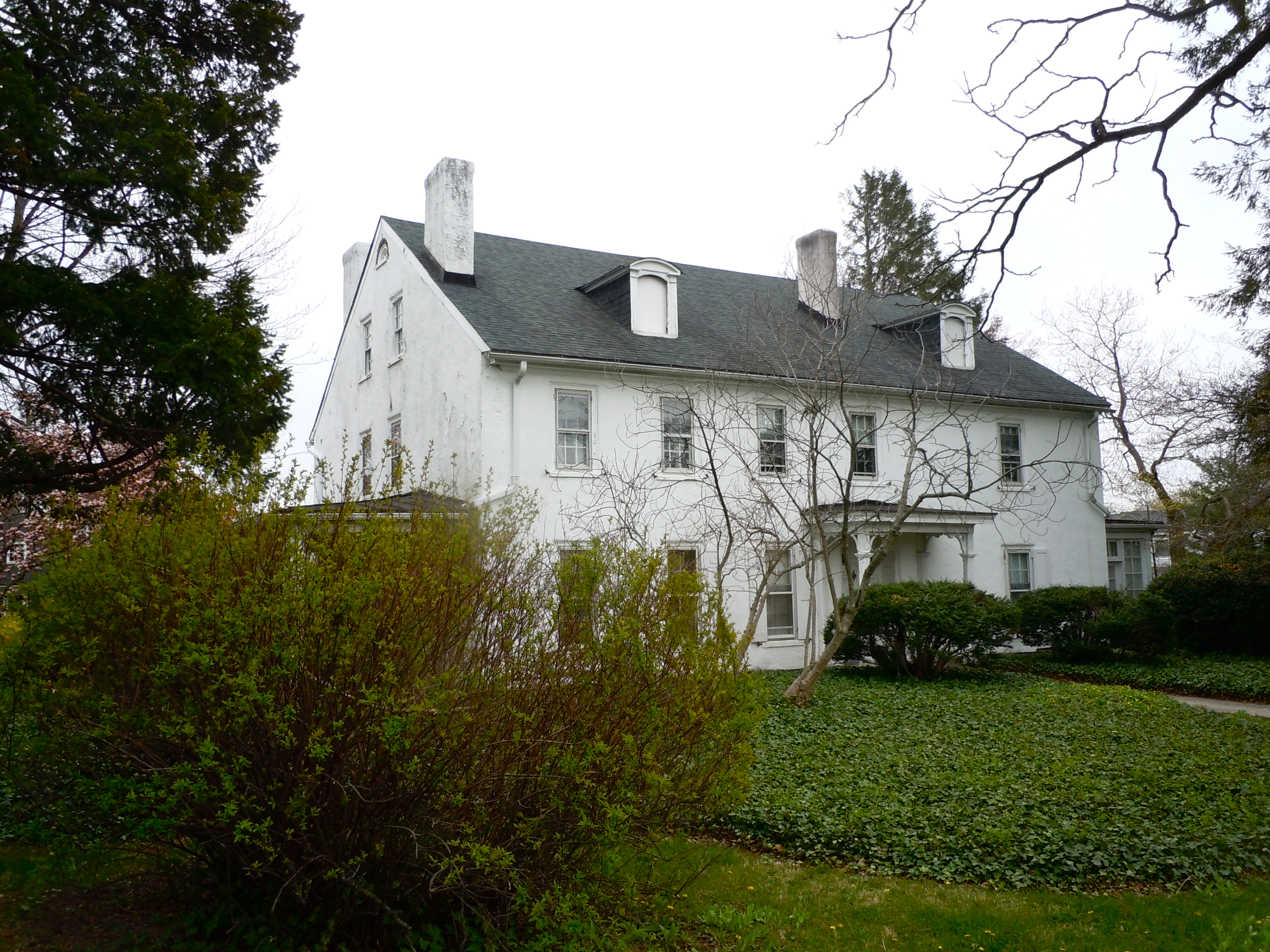
Thornfield, sua casa de infância em Upper Darby Township, Pensilvânia

Garrett nasceu em 21 de agosto de 1789, em Upper Darby Township, Pensilvânia, nos arredores da Filadélfia, filho de Sarah Price e Thomas Garrett. A família era membro da Quaker Darby Friends Meeting. Sua família vivia na propriedade chamada Riverview Farm.
Em 1813, Garrett casou-se com Mary Sharpless, com quem teve cinco filhos. Ele se tornou membro da Wilmington Meeting quando se mudou para Wilmington, Delaware em 1822. Wilmington era vantajosa para sua carreira, pois era uma cidade em crescimento. Também era bem localizada para atividades da Ferrovia Subterrânea, sendo a última cidade antes da Filadélfia dentro de um estado escravista. Ele estabeleceu uma estação em sua casa na 227 Shipley Street.
Mary faleceu em 1828. Ele se casou novamente em 1830 com Rachel Mendenhall, filha de Eli Mendenhall. Eles tiveram um filho.
Quando seu pai faleceu em 1839, a fazenda original foi dividida entre os irmãos de Thomas, Issac e Edward, que renomearam suas fazendas para "Fernleaf Farm" e "Cleveland Farm". Grande parte dela foi preservada e hoje compõe o Cemitério Arlington. A casa de Thomas, "Thornfield", construída por volta de 1800 e onde viveu até 1822, ainda existe hoje como uma residência privada no bairro Drexel Hill em Upper Darby.

## Carreira
Ele estabeleceu um negócio de ferro e ferragens que prosperou. Em 1835, Garrett tornou-se diretor da nova Wilmington Gas Company, que produzia gás "feito de resina, a US$ 7 por 1.000 pés cúbicos" para iluminação de lâmpadas.

## Atividades abolicionistas
Sua vida como abolicionista começou de fato em 1813, quando tinha 24 anos. Uma mulher negra livre que trabalhava para os Garretts foi sequestrada por traficantes de escravos que planejavam vendê-la para o Sul profundo. Garrett a resgatou e decidiu defender os afro-americanos ao longo de sua vida.

### Quaker e abolicionista
Na cisão entre os Quakers Ortodoxos e Hicksite, Garrett rompeu com sua família Ortodoxa e mudou-se para Wilmington, no estado escravista vizinho de Delaware, para seguir sua luta contra a escravidão.

### Ferrovia Subterrânea
Garrett trabalhou abertamente como mestre de estação na Ferrovia Subterrânea em Delaware, colaborando com William Still na Filadélfia e John Hunn na Península de Delmarva. Entre os que ajudou estava a família de Henry Highland Garnet.
Ele também foi amigo e benfeitor da famosa condutora da Ferrovia Subterrânea Harriet Tubman, fornecendo-lhe dinheiro e sapatos para suas missões.

## Morte
Garrett faleceu em Wilmington em 25 de janeiro de 1871 e foi sepultado na Quaker Meeting House de Wilmington. Afro-americanos libertos carregaram seu caixão nos ombros até seu local de sepultamento.